# 飞龙乡
飞龙乡，是中华人民共和国四川省资阳市简阳市曾经下辖的一个乡。2019年12月，撤消飞龙乡，所属行政区域为平泉街道的行政区域。

## 行政区划
飞龙乡撤销前下辖以下地区：
和义村、协义村、朱家碥村、龙王村和方家村。